# 哈剌亦哈赤北魯
哈剌亦哈赤北鲁（?—?），蒙古帝国官员，畏兀儿唆里迷（今新疆焉耆）人。
哈剌亦哈赤北鲁聪敏，开始是高昌回鹘国王月仙帖木儿的断事官。月仙帖木儿去世，继承者亦都护巴而术阿而忒的斤年幼，西辽皇帝耶律直鲁古趁机派使据其国。哈剌亦哈赤北鲁被召至西辽，耶律直鲁古任命他为西辽诸王子师。亦都护杀西辽少监，1209年降蒙古，哈剌亦哈赤北鲁与子月朵失野讷投奔成吉思汗铁木真，成吉思汗令诸子从学。月朵失野讷以质子入宿卫。1219年，随成吉思汗西征，留居别失八里东独山城（今新疆奇台），其地当东西要冲适合屯田，请成吉思汗准其招唆里迷之民六十户移居此地，屯垦留居。六年后，成吉思汗回军，见田野垦辟，民物繁庶，非常高兴。当时哈剌亦哈赤北鲁已死，成吉思汗以其子月朵失野讷为独山城达鲁花赤。

## 延伸阅读
[在维基数据编辑]
 《元史·卷124》，出自宋濂《元史》
 《新元史/卷136》，出自柯劭忞《新元史》